# Katharina Sieverding
Katharina Sieverding (née à Prague le 16 novembre 1944) est une photographe allemande.

## Biographie
Elle est née en 1944 à Prague. Artiste contemporaine de renommée internationale, elle commence ses études à l'École des Beaux-Arts de Düsseldorf en 1964, y étudiant la sculpture avec Joseph Beuys, avant de partir étudier dans divers pays tels que les États-Unis, la Chine ou même l'ex-Union soviétique.
Un de ses sujets de prédilection est l'autoportrait,  qui est pour elle un moyen de transmettre une vision artistique. En 1977, elle sort diplômée de la faculté de politique et de science sociale de New York et devient conférencière, une activité qu'elle exerce à l'Académie internationale d'été de Salzbourg depuis 2000. 
Elle a été professeure à l'université des arts de Berlin de 1992 à 2007.
Partageant sa vie entre Düsseldorf et Berlin, Katharina Sieverding expose ses œuvres dans de nombreuses galeries d'art à travers le monde, notamment à Berlin et à New York.

## Récompense
En 2017, elle est lauréate du prix Käthe-Kollwitz.

## Expositions
- 1973 : 8. Biennale von Paris ; Musée d'art moderne de la ville de Paris
- 1972 : documenta 5, Cassel
- 1974 : "Medium Fotografie" - Kunstverein Hamburg
- 1975 : "Kunsthalle Düsseldorf" - Kunsthalle Düsseldorf
- 1976 : Biennale de Venise
- 1977 : musée Folkwang, Essen
- 1977 : documenta 6 - Documenta, Cassel
- 1980 : Biennale de Venise
- 1980 : Katharina Sieverding - Kunsthalle Düsseldorf
- 1982 : Gegen das Kriegsrecht in Polen – für Solidarność - Museum Kunstpalast, Düsseldorf
- 1984 : Von hier aus – Zwei Monate neue deutsche Kunst in Düsseldorf
- 1985 : "1954-1985 - Kunst in der Bundesrepublik Deutschland" - Neue Nationalgalerie, Berlin
- 1986 : "ein anderes klima - a different climate (II)" - Kunsthalle Düsseldorf
- 1990 : "Katharina Sieverding" - Neue Nationalgalerie, Berlin
- 1998 : "Katharina Sieverding, 1967 - 1997" - Stedelijk Museum Amsterdam, Amsterdam
- 1998 : "Katharina Sieverding"Stedelijk Museum, Amsterdam ;
- 1999 : "Katharina Sieverding" - Mucsarnok Kunsthalle, Budapest
- 2001 : Casa di Goethe, Rom : „Katharina Sieverding - Metamorphosen“
- 1999 : "Katharina Sieverding" Weltlinie VII - Center for Contemporary Art, CCA Kitakyushu, Japon
- 2000 : „Ich ist etwas anderes“ Kunstsammlung Nordrhein-Westfalen, Düsseldorf
- 2004 : "Katharina Sieverding : Close Up" - MoMA PS1, New York, NY,USA
- 2006 : "Katharina Sieverding - Close Up" - Ludwig Museum - Museum of Contemporary Art - Budapest, Budapest
- 2007 : "Fotos schreiben Kunstgeschichte" - Museum Kunstpalast, Dusseldorf
- 2007 : "Die aufregende Kunst des 20. Jahrhunderts" - Neue Nationalgalerie, Berlin
- 2007 : "WACK! Art and the Feminist Revolution" - National Museum of Women in the Arts, Washington
- 2007 : "FotoKunst - Fotografía alemana" - MAC Museo de Arte Contemporáneo. Universidad de Chile,
- 2008 : "Objectivités - La photographie à Düsseldorf" - Musée d'art moderne de la ville de Paris
- 2008 : "In Collaboration : Early Works from the Media Arts Collection - San Francisco Museum of Modern Art
- 2008 : "Number Two : Fragile" - Julia Stoschek Collection, Dusseldorf
- 2009 : "Description and image, Joseph Beuys and His Students" - Works From The Deutsche Bank Collection - SSM - Sakip Sabanci Müzesi, Istanbul
- 2009 : "Kunst und Kalter Krieg - Deutsche Positionen 1945 - 1989", Germanisches Nationalmuseum Nürnberg
- 2010 : "Der Westen leuchtet" - Kunstmuseum Bonn, Bonn
- 2010 : "Collection" - Migros Museum für Gegenwartskunst, Zurich
- 2010 : "Beuys y más allá - El enseñar como arte" - Centro Cultural Recoleta, Buenos Aires
- 2011 : "Die Erfindung der Wirklichkeit" - Photographie an der Kunstakademie Düsseldorf von 1970 bis heute - Akademie-Galerie - Die Neue Sammlung, Düsseldorf
- 2011 : "The Pilgrim, the Tourist, the Flaneur (and the Worker) Play Van Abbe Part 4" - Stedelijk Van Abbemuseum, Eindhoven
- 2012 : "Faszinierende Dokumente" Museum Kunstpalast, Düsseldorf
- 2021: "Die Sonne um Mitternacht schauen" - Musée Frieder Burda, Baden-Baden